# Texline
Texline è un comune (town) degli Stati Uniti d'America della contea di Dallam nello Stato del Texas. La popolazione era di 507 persone al censimento del 2010.

## Geografia fisica
Texline è situata a 36°22′41″N 103°01′23″W (36.377998, -103.023170).
Secondo lo United States Census Bureau, ha un'area totale di 1,0 miglia quadrate (2,6 km²).
Texline si trova sulla U.S. Route 87, undici miglia a sud-est di Clayton (Nuovo Messico), nella parte occidentale della contea di Dallam.

## Società

### Evoluzione demografica
Secondo il censimento del 2010, c'erano 507 persone.

### Etnie e minoranze straniere
Secondo il censimento del 2010, la composizione etnica della città era formata dal 77,32% di bianchi, lo 0% di afroamericani, lo 0,79% di nativi americani, lo 0% di asiatici, lo 0% di oceaniani, il 14,4% di altre razze, e il 7,5% di due o più etnie. Ispanici o latinos di qualunque razza erano il 35,5% della popolazione.